# Parti national fasciste
Pour les articles homonymes, voir Parti national, PNF et Parti fasciste.
Le Parti national fasciste (en italien : Partito Nazionale Fascista, PNF) était le parti politique italien qui représentait l'idéologie fasciste. Fondé le 9 novembre 1921 par Benito Mussolini, il trouve ses origines dans les faisceaux italiens de combat, créés en mars 1919 alors que le royaume d'Italie est en proie à des troubles économiques et sociaux, liés à la sortie de la Première Guerre mondiale. Entre 1919 et 1921, ces faisceaux font régner en Italie une agitation dirigée essentiellement contre le PSI, ses militants et ses organisations.
En 1921, lors de sa création, ce parti se place, en termes de programme, à l'opposé du programme des faisceaux, dont il est le continuateur : étatiste (il prône un rôle massif de l'État dans la sphère économique et sociale) et nationaliste en 1919, ce programme est libéral et expansionniste en 1921 (il défend la thèse d'un État réduit à sa plus simple expression dans la sphère économique). Au cours de l'année qui suit, il achève de ruiner l'organisation du PSI et contrôle de plus en plus de territoires en Italie, bénéficiant de la complicité active et passive de l’administration et de l'armée.
À la suite de la marche sur Rome d'octobre 1922, Mussolini est nommé chef du gouvernement par le roi Victor-Emmanuel III. Après l'affaire Matteotti de 1924, il fait voter les « lois fascistissimes » et instaure un régime autoritaire, dirigé par le Grand Conseil du fascisme dont il prend la tête. Le Parti fasciste, seul parti autorisé, quadrille la société par de nombreuses organisations, et se fond dans l'État. À la fin des années 1930, l'Italie devient de plus en plus soumise à l'Allemagne nazie, faisant voter les lois raciales fascistes en septembre 1938. Le PNF est interdit dans les jours qui suivent l'arrestation de Mussolini le 25 juillet 1943, alors que l'Italie se trouve dans une situation militaire sans issue, conséquences des défaites militaires successives essuyées par l'Italie pendant la Seconde Guerre mondiale, en Grèce, en URSS, en Afrique et en Sicile. Le 9 septembre, un commando allemand le fait évader ; Mussolini proclame alors la République, renouant ainsi avec le squadrisme républicain ; le Parti national fasciste renaît alors sous le nom Parti fasciste républicain (Partito Fascista Repubblicano, PFR) lors du congrès de Vérone d'octobre 1943.
Après la guerre et l'interdiction du PNF et de son avatar républicain, les nostalgiques italiens du fascisme se regroupent dans le Mouvement social italien (MSI), plus proche du fascisme républicain que du fascisme de la période 1922-1943.

## Préalable: Mussolini et l'organisation des faisceaux
Longtemps hostile à la transformation des faisceaux en parti, Mussolini envisage, au cours de l'été 1921, de s'appuyer sur un parti pour la conquête du pouvoir. Il voit le parti comme un facteur de discipline, dans son éditorial du 27 juillet 1921, rédigé dans le contexte de négociation du pacte de pacification du 2 août 1921, signé par des représentants du conseil national des faisceaux, du PSI, des groupes parlementaires fasciste et socialiste, de la CGL et le président de la chambre. Les membres des faisceaux, les ras locaux, s'y opposent, groupés autour de Dino Grandi, et organisent durant le mois d'août une virulente campagne interne contre Mussolini et le pacte de pacification.
Dès le 23 août, Mussolini publie dans son journal un manifeste en faveur de la création d'un parti fasciste, avec tout ce que cela comporte en termes de programme qu'il compare néanmoins à des « dogmes et préjugés dépassés par le flot ininterrompu des faits ».
Mais, au cours du début de l'année 1921, sa position évolue, dans le contexte de crise à laquelle doit faire face le mouvement fasciste autour du pacte de pacification.

## Les débuts 1921-1922

### Le contexte de la création du Parti national fasciste

Drapeau fasciste italien au début des années 1920. Le symbole sur le drapeau est les faisceaux.

Au cours de l'été 1921, les escouades fascistes se retrouvent alors, pour la première fois de leur histoire, face à une amorce de riposte organisée, aussi bien de la part du gouvernement italien que des organisations socialistes. En effet, alors que celles-ci jouissaient d'une impunité dans leurs raids contre les structures du PSI et de la CGL (bourses du travail, coopératives, sièges locaux du parti et des syndicats affiliés…), elles trouvent face à elle durant l'été 1921 un gouvernement, dirigé par Ivanoe Bonomi, décidé à mettre un terme, ou au minimum des limites, à l'activisme des squadristes.
Le symbole de cette nouvelle politique de l'État est l'épisode de la fusillade de Sarzana, en Toscane, au cours de laquelle douze soldats mettent en fuite cinq cents fascistes toscans, rendus agressifs par des pourparlers trop longs à leur goût. À la suite de cette déroute, la population se tourne contre les fascistes et leur fait la chasse. Des militants communistes et anarchistes formèrent les Arditi del Popolo (soldats du peuple), capables de repousser les fascistes. Le dirigeant fasciste Giacomo Banchelli reconnut que les escadrons fascistes ne « savaient pas comment se défendre » quand les gens contre-attaquaient. Durant la même période, les faisceaux doivent composer avec une action de l'État dirigée en partie contre lui ; cette action prend plusieurs formes : restrictions du commerce des armes, des déplacements en camions et voitures, échanges de coups de feu avec l'armée et la police. Cela provoqua une brève crise au sein du parti, qui vit Mussolini démissionner de l'exécutif fasciste au prétexte qu'il était « déprimé ».
Pour Mussolini, ces épisodes relativisent la capacité opérationnelle réelle des faisceaux. Ainsi, il entrevoit alors la nécessité de s'emparer des leviers politiques que donne l'État à ceux qui les contrôlent. En outre, depuis le début de l'année 1921, Mussolini doit concilier la gestion de faisceaux de moins en moins maniables avec un groupe parlementaire plus conservateur, ce qui crée une opposition composite à sa politique ; la séance royale, inaugurant la nouvelle chambre, constitue le premier écueil que doit traverser le PNF (et sa représentation parlementaire) : y participer ou non ? Les conservateurs, élus sur la liste fasciste (agrariens, monarchistes…), répondent positivement, Mussolini, appuyé sur les faisceaux, s'y oppose.
Dans ce contexte, le 2 août 1921, une trêve, le pacte de pacification, est signée pour rétablir la paix intérieure entre les représentants des faisceaux et les représentants du PSI et de ses organisations sous la présidence du président de la chambre, et aux fins de Mussolini, pour lui permettre d'arriver au pouvoir. Ce dernier mène donc une active campagne dans son journal pour tenter de l'imposer aux faisceaux, avec un succès très mitigé. Ce changement de cap politique de Mussolini rencontre l'opposition des meneurs les plus actifs du fascisme agraire, regroupés autour de Dino Grandi ce qui provoque une rébellion des fascistes d’Émilie et de la vallée du Pô à l'encontre de Mussolini. Pour reprendre les faisceaux en main, et dans une perspective de conquête du pouvoir, Mussolini, dans un article paru dans le Popolo d'Italia, le 23 août 1921, pose donc la question du devenir politique de ces groupements : « ou l'on crée un parti, ou l'on crée une armée ».
Enfin, à l'automne 1921, les faisceaux regroupent 320 000 inscrits répartis dans 2 200 faisceaux, soit 10 fois plus d'inscrits qu'en 1920. Un recensement interne demandé par le secrétariat fait apparaître le caractère disparate du mouvement squadriste : 60 % sont des membres actifs recrutés parmi les membres de la bourgeoisie agrarienne (propriétaire exploitant une main d’œuvre salariée), des indépendants (commerçants, professions libérales), des employés et des étudiants ; les 40 % restants sont pour la plupart d'anciens permanents socialistes, actifs dans les bourses du travail et les coopératives (détruites sous les coups de l'offensive fasciste) et des chômeurs.
La création d'un parti, le Parti national fasciste (en abrégé PNF), est donc le fruit d'un compromis, dans le contexte du pacte de pacification, entre les squadristes, tenants de la poursuite des actions violentes hors légalité, et les membres du groupe parlementaire fasciste élu en 1921, plus favorable à la prise du pouvoir par la voie légale. Mais ce compromis est fragile et repose en réalité sur un modus vivendi entre Grandi, représentant du fascisme agrarien, et Mussolini. Ces désaccords portent sur les moyens et sur le programme, Grandi souhaitant s'appuyer dans la rédaction de ce document sur la constitution du Quarnaro.

### Le Congrès fondateur[24]
Le congrès fondateur du Parti national fasciste se tient à Rome, entre le 7 et 10 novembre 1921. Il prend l'allure d'une parade militaire, coorganisée par Mussolini et ses opposants, regroupés autour de Dino Grandi.
Le premier jour du congrès, les deux groupes, l'un autour de Mussolini, l'autre de Grandi, s'étaient comptés, réservant leurs applaudissements aux orateurs. Durant ce congrès, deux fascismes s'opposent : le fascisme parlementaire, regroupé autour de Mussolini et des députés nouvellement élus, favorable au pacte de pacification et défenseur d'une certaine normalisation du fascisme, et le fascisme squadriste, regroupé autour de Grandi, marqué par l'épisode de Fiume et le syndicalisme révolutionnaire, dont il est issu.
Le deuxième jour a lieu la réconciliation entre Mussolini et Grandi à la tribune, dans un contexte de paix blanche : Mussolini a évité un vote qui l'aurait sûrement mis en minorité et Grandi a évacué le pacte de pacification signé durant l'été.
Mais ce congrès s'avère inefficace tant les contradictions sont grandes au sein du mouvement fasciste, ce qui aboutit à un gouffre entre les déclarations et les positions effectives, entre les invocations et les actions. L'un Grandi, allié aux agrariens, s'affiche partisan de la mise en place d'un Etat dans lequel les syndicats, et donc la CGL, joueraient un grand rôle ; l'autre, Mussolini, « libéral en économie », selon ses propres mots, affirme défendre une alliance de gouvernement avec la direction de la CGL. Mais ces positions ne masquent pas la réalité de l'action fasciste, dont les objectifs sont précisément l'écrasement de la CGL. Il y a là un gouffre que certains congressistes pointent du doigt sans pour autant être entendus par leurs collègues.
Malgré ces contradictions, la « parade militaire » que se révèle être ce congrès semble combler d'aise les congressistes, qui souhaitaient en réalité voir la réconciliation de Mussolini et de Grandi aux dépens du pacte de pacification.
En réalité, le congrès a plus été une occasion pour les différentes composantes du mouvement fasciste de leurs limites respectives : Mussolini est le seul au sein du mouvement fasciste à pouvoir prétendre à la présidence du Conseil, mais, sans les escouades squadristes, il n'est rien ; Grandi et ses soutiens prennent conscience des limites politiques et géographiques de leurs actions.

### Le programme du PNF
L'élaboration d'un nouveau programme, lors du congrès de 1921, est le fruit d'une maturation qui dure durant toute l'année 1920 : en effet, dès le mois de mai 1920, Mussolini préconise le retour à un État manchesterien. Ce changement de position (il défendait encore au début de l'année le rôle de l'État dans l'économie italienne) est lié en partie à la situation internationale marquée par l'échec de la vague révolutionnaire consécutive à la révolution d'Octobre ; ainsi, dans son journal, il défend l'idée que « l'avenir sera capitaliste ».
C'est pourquoi le parti, lors de son congrès fondateur des 7-10 novembre 1921, se dote d'un programme en rupture avec les orientations qui étaient celles des faisceaux en 1919. En effet, en 1919 est proclamée la nécessité d'orientations sociales très marquées. En 1921, l'accent est mis sur le nationalisme intégral, la concurrence. Le parti renonce à toute forme d'intervention directe dans la sphère économique, prône des dés-étatisations, comme on dit alors. Ce programme défend aussi la limitation du droit de grève et la mise en place de structures syndicales liées au fascisme. Une réforme fiscale est proposée, en faveur des hauts revenus et des patrimoines. Mussolini réaffirme sa volonté d'un État très fort, exclu de la gestion de la sphère économique, mais doté de moyens renforcés dans ses domaines régaliens ; dans ce cadre, les fascistes proposent une politique militaire en équation avec les objectifs expansionnistes de l'Italie.
Au cours de l'année 1922, dans un contexte de négociations pour la formation d'un gouvernement de coalition à participation fasciste, Mussolini précise le programme, en particulier dans les domaines économique et financier, du PNF ; l'État se trouve confirmé dans les domaines régaliens, auxquels s'ajoute l'éducation, « l'esprit », tandis que le domaine de la « matière » lui est retiré. Dans le même temps, des hauts fonctionnaires fascistes et des économistes préparent plus précisément le programme économique, jusqu'alors marqué par un grand flou et des slogans vagues : le parti précise ainsi sa réforme fiscale, basée sur la fiscalité indirecte et un élargissement de la base fiscale, la réduction des droits de succession, la fin des subventions aux coopératives mises en place pendant la guerre, des privatisations, la « réforme de la bureaucratie » et la mise en place d'une politique publique de recherche de l'équilibre budgétaire. Ainsi, si on reprend les catégories agitées par Mussolini, l'État se voit confirmer son éviction du domaine de la matière, mais confirmé dans le domaine de l'esprit.
Le PNF souhaite ainsi, par une campagne axée sur les thèmes économiques, préparer la prise du pouvoir en s'assurant un large soutien des milieux économiques, et leur signifier que le PNF mènera dans les domaines économiques et financiers une politique favorable aux intérêts des industriels, comme il avait mené dans le domaine agraire une politique favorable aux agrariens.

## La prise du pouvoir
À peine le parti constitué et en ordre de bataille, celui-ci s'organise selon une double modalité : les escouades continuent leurs actions contre l'organisation socialiste déjà largement entamée pendant que les députés, appuyés par Mussolini, participent au jeu parlementaire jusqu'en octobre 1922. Le parti joue ainsi sur les deux tableaux et Mussolini joue les deux fascismes, squadriste et parlementaire, pour se maintenir.

### Le PNF dans le jeu politique: novembre 1921 - octobre 1922
Durant l’hiver 1920, Mussolini se déclara favorable au traité de Rapallo et se rapproche du président du Conseil, Giovanni Giolitti. Fort du soutien de la droite, Mussolini se présenta aux élections législatives de mai 1921, se faisant élire député et récupérant 35 sièges,.
À la fin de l'année 1921, Mussolini est à la tête d'une force politique qui regroupe 700 000 adhérents. Cependant les résultats aux élections restent médiocres. C'est en utilisant la menace de la force et l'usage de la force que Mussolini doit prendre le pouvoir. Les actes terroristes se multiplient sans que l'armée ou la police essaient d'intervenir : assassinat de députés et d'élus socialistes dans les Pouilles et dans la région de Crémone. Les dirigeants du mouvement ouvrier tentent de riposter en formant une Alliance du travail regroupant tous les syndicats et lancent un appel à une grève générale de trois jours.
Une amorce de réaction de l'État est rendue possible par la fusion entre les groupes parlementaires regroupés autour de Giolitti et Nitti. En effet, une circulaire de l'État italien exige le désarmement des Italiens : l'application est confiée aux préfets qui désarmement les embryons de groupes paramilitaires antifascistes. Face à cette menace, Mussolini ordonne la fusion entre les escouades fascistes et le parti. Ce défi lancé au gouvernement Bonomi entraîne un renforcement du mouvement fasciste, devant l'impuissance des pouvoirs publics. Cette amorce de réaction est aussi rendue possible par le jeu des forces parlementaires italiennes ; mais, majoritaires, les députés de gauche sont paralysés par les postures des uns et des autres, par leur refus de sortir de leur immobilité, mise en valeur par le discours de Mussolini, fumeux et incohérent.
Dans le même temps, le PNF tente de rallier à lui la grande bourgeoisie : il ne peut le faire uniquement avec des expéditions punitives dans la plaine du Pô, en Toscane ou dans les Pouilles, il doit le faire en clarifiant ses choix politiques et économiques ; ainsi, il est amené au cours de l'été 1922 à préciser ses intentions : il ne s'oppose plus à la monarchie pourvu que la monarchie ne s'oppose pas à l'essor du PNF, Mussolini précise son programme économique dans une série d'articles dans son journal et de rassemblements publiques durant le mois de septembre 1922.

### La marche sur Rome
Disposant de l'appui des principaux dirigeants conservateurs (Antonio Salandra, Benedetto Croce, Giovanni Giolitti, etc.), de grands patrons de la banque et de l'industrie, de la hiérarchie catholique et de membres de la monarchie, le PNF est en situation de force et peut prétendre à l'exercice du pouvoir.
En octobre 1922, lors de la marche sur Rome, Mussolini lance un ultimatum au roi en lui ordonnant de lui donner le pouvoir à défaut de quoi celui-ci ordonnera à ses hommes de s'emparer par la force de Rome. Le 29 octobre 1922, Victor-Emmanuel III cède et nomme Mussolini chef du gouvernement.

## Le Parti national fasciste parti de gouvernement: 1922-1926
À la suite de la marche sur Rome, Mussolini est nommé Président du Conseil le 30 octobre 1922 par le roi Victor-Emmanuel III. À partir de ce moment, le Parti national fasciste rentre dans le jeu gouvernemental, comme soutien au gouvernement Mussolini.
Au gouvernement sont confiés trois ministères aux fascistes (à la justice, aux finances, aux terres libérées), en plus de la Présidence du Conseil, l'Intérieur et les Affaires étrangères, trois ministères que Mussolini s'attribue, et de nombreux sous-secrétariats d'État. Le Parti libéral aide le Parti fasciste à constituer une majorité parlementaire et entre au gouvernement.
Mussolini se veut rassurant et coopère de bonne grâce avec les parlementaires. Comme le raconte un historien du fascisme : « À l'exception des communistes et de presque tous les socialistes, le Parlement tout entier, y compris les démocrates anti-fascistes, accueillit le gouvernement de Mussolini avec un soupir de soulagement. La guerre civile, disait-on, était terminée. »
Dans le même temps, le Grand Conseil du fascisme organise en 1923 les squadristi en Milice volontaire pour la sécurité nationale (MVSN). L'année suivante, il fait passer la loi Acerbo qui réforme la loi électorale, accordant 2/3 des sièges au parti majoritaire. Cette loi permet au parti fasciste d'emporter une majorité écrasante à la Chambre des députés. L'opposition qui dénonce ces pratiques est interdite et l'un de ses représentants, le député socialiste Giacomo Matteotti, est assassiné par les squadristi en 1924. Mussolini prend la responsabilité politique de l'assassinat en janvier 1925, après la Sécession aventiniana, un mouvement de protestation des députés de l'opposition qui refusent de siéger au Parlement.
Gardant néanmoins la confiance du roi, il peut désormais agir en toute liberté. Les lois de 1925-1926 transforment l'Italie en dictature par les « lois fascistissimes ».

### Le Parti national fasciste après la nomination de Mussolini chef du gouvernement: vers le parti-État
Dès décembre 1922, Mussolini réunit le Grand Conseil fasciste, auquel prennent part le gouvernement et les dirigeants du PNF. Ce Conseil exerce effectivement le pouvoir, sur les institutions issues de la constitution italienne en vigueur.
Durant la période qui s'étend de la marche sur Rome aux lois fascistissimes (1922-1926), Le PNF entretient une situation ambiguë dans ses rapports avec le président du Conseil. En effet, dès sa nomination, Mussolini renvoie les escouades fascistes dans les provinces, par trains spéciaux.
Une relation non exempte de germes de conflits se définit en 1923 : des squadristes qui souhaitent mener à son terme la prise du pouvoir, Mussolini qui, tout en refrénant leurs excès, s'appuie sur les escadrons squadristes quand il se trouve face à une opposition parlementaire. De même, à la suite de l'affaire Matteotti, les chefs du squadrisme se rendent chez Mussolini et menacent d'écraser eux-mêmes l'opposition, qui s'active à la suite de l'assassinat du député socialiste
Au cours des premiers mois du gouvernement Mussolini, le parti enregistre de nombreuses adhésions opportunistes, facteur de tensions au sein du parti, entre vétérans du squadrisme et nouveaux venus, membres par opportunisme, entre partisans d'une révolution fasciste et partisans de l'arrêt des violences.

## 1926-1935: le Parti national fasciste: parti unique d'une dictature fasciste

Le drapeau du PNF.

Turbulent après la prise du pouvoir, le parti est repris en main à partir de la nomination de Farinacci au poste de secrétaire du parti. Mais rapidement, celui-ci échoue, et est remplacé par Augusto Turati, l'un des créateurs du syndicalisme fasciste. Durant le mandat de Turati, le parti connaît à nouveau un afflux de membres, opportunistes et prévaricateurs, pour certains.
En 1930, Turati doit démissionner, et Mussolini le remplace par Giurati, ancien chef de cabinet de D'Annunzio à Fiume. Celui-ci mène une intense politique d'épuration du parti, excluant 350 000 membres. Il démissionne en octobre 1931, après un conflit avec d'autres instances du parti plus proches de Mussolini. Il est remplacé par Achille Starace.

## 1935-1940: de l'affaire d'Éthiopie à la déclaration de guerre aux Alliés
À partir du début des années 1930, le PNF se trouve à la croisée des chemins, alliant une rhétorique révolutionnaire avec une gestion autoritaire du royaume d'Italie, sous habillage fasciste. En effet, l'appartenance au PNF étant le sésame pour toute carrière publique en Italie, le parti est alors perçu par les jeunes Italiens comme un parti de carriéristes. En outre, la guerre d'Éthiopie est utilisée pour occuper et envoyer au loin un certain nombre de hiérarques turbulents et les chemises noires en attente de combats (la plupart n'ayant pas connu le squadrisme des débuts).

## 1940-1943: un Parti unique dans la Seconde Guerre mondiale
À partir de 1941, l'Italie s'engage dans des interventions massives dans les Balkans : en Albanie, annexée en 1939, en Grèce et en Yougoslavie (occupation du Monténégro, d'une partie de l'État libre de Croatie, annexion du Kosovo). Les unités se trouvent encadrés par des cadres du PNF.
Cependant, dès 1941, il est clair pour les cadres lucides du PNF que celui-ci a échoué à préparer la guerre d'un point de vue psychologique.
En outre, commence à se créer un fossé au sein même du PNF entre les fascistes envoyés sur le front, appuyés sur Carlo Scorza, et les fascistes de l'arrière, y compris Mussolini, qui sont considérés comme des planqués.
En février et en avril 1943, pour faire face au vent de fronde qui souffle contre lui, Mussolini réorganise une dernière fois le parti : les héros fatigués de 1922, devenus maréchaux d'empire, cèdent la place à une jeune garde, regroupée autour de Scorza ; dans le même temps, les cadres locaux, renouvelés et rajeunis, sont tous dévoués à la personne du Duce et participent à la volonté de renforcement du totalitarisme fasciste.

## 1943: la dissolution du Parti national fasciste
En juillet 1943, le Grand Conseil du fascisme vote une motion retirant les pouvoirs militaires à Benito Mussolini, qui est arrêté le 25. Le PNF est dissous deux jours plus tard, le 27 juillet 1943, par le gouvernement de Pietro Badoglio. Après l'évasion rocambolesque de Mussolini, le parti renaît sous le nom de Parti fasciste républicain, comme parti unique de la République sociale italienne dont les ministères sont dispersés dans des villes situées sur le pourtour du lac de Garde, dont Salò.

## Organismes du parti

### Institut national de culture fasciste
L'Institut national de culture fasciste (INCF) fut créé en 1926 sous la direction du secrétaire du parti et sous haute surveillance de Mussolini. L'INCF fut érigé en organisme moral le 6 août 1926, son siège était à Rome, et avait pour objectif la promotion et la coordination des études sur le fascisme, de diffuser en Italie et à l'étranger, les idées et la doctrine du fascisme et la culture italienne au travers de cours, publications, livres et de promouvoir la propagande en ce sens.
Le Conseil d'administration se composaient de : 
- Un président nommé par Mussolini sur proposition du secrétaire du PNF.
- 4 vice-présidents nommés par Mussolini sur proposition du secrétaire du PNF.
- 14 conseillers nommés par le secrétaire du PNF sur proposition du président de l'institut même.

## Secrétaires
- Michele Bianchi (novembre 1921 - janvier 1923)
- direction collégiale (janvier 1923 - octobre 1923) triumvira : Michele Bianchi, Nicola Sansanelli (it) et Giuseppe Bastianini (it)
- Francesco Giunta (15 octobre 1923 - 22 avril 1924)
- direction collégiale (23 avril 1924 - 15 février 1925) quadriumvira : Roberto Forges Davanzati (it), Cesare Rossi, Giovanni Marinelli et Alessandro Melchiori (it)
- Roberto Farinacci (15 février 1925 - 30 mars 1926)
- Augusto Turati (30 mars 1926 - 7 octobre 1930)
- Giovanni Giuriati (octobre 1930 - décembre 1931)
- Achille Starace (décembre 1931 - 31 octobre 1939)
- Ettore Muti (31 octobre 1939 - 30 octobre 1940)
- Adelchi Serena (30 octobre 1940 - 26 décembre 1941)
- Aldo Vidussoni (26 décembre 1941 - 19 avril 1943)
- Carlo Scorza (19 avril 1943 - 25 juillet 1943)